# Le Coffret de santal
 (septembre 2019).
Si vous disposez d'ouvrages ou d'articles de référence ou si vous connaissez des sites web de qualité traitant du thème abordé ici, merci de compléter l'article en donnant les références utiles à sa vérifiabilité et en les liant à la section « Notes et références ».
Le Coffret de santal est le principal recueil de poésies de Charles Cros.
Publié tout d'abord en 1873, avec une préface et 74 poèmes, dont le célèbre Hareng saur (p. 173-174 chez Poésie/ Gallimard, édité  dans la nrf en 2017), il est réédité et augmenté en 1879, avec, dans sa forme définitive, 113 poèmes.
Le recueil est, d'un point de vue formel, particulièrement hétéroclite : l'auteur y varie les formes (madrigaux, ballades, sonnets, stances...), la métrique (alexandrins, décasyllabes, octosyllabes, vers libres, prose...) et les sujets. Cette fantaisie dans l'inspiration alliée à la perfection formelle rend le recueil difficilement classable.